# ممر ستيفنس

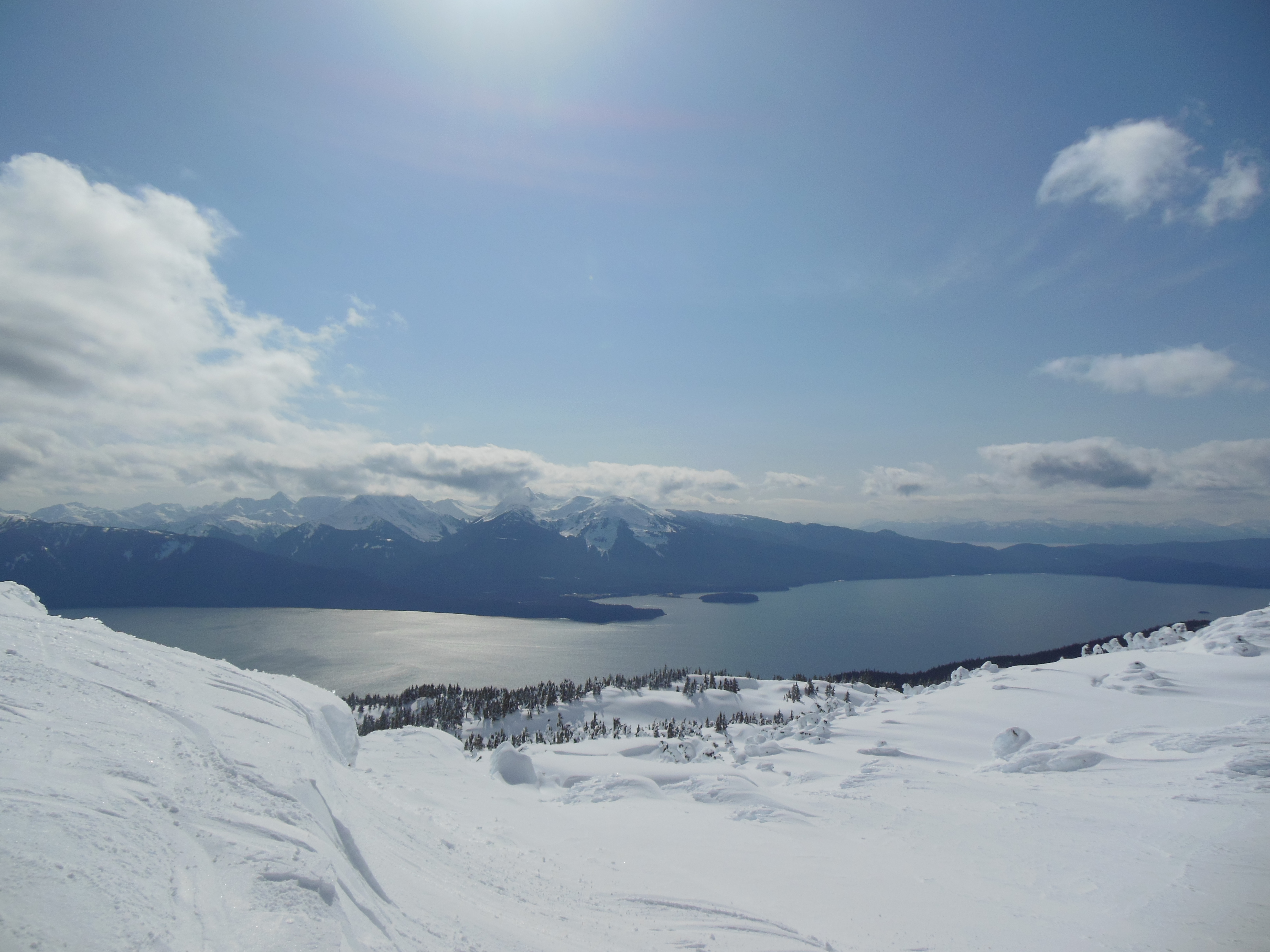
ممر ستيفنس

ممر ستيفنس هي قناة في أرخبيل ألكسندر في المنطقة الجنوبية الشرقية من ولاية ألاسكا الأمريكية. ويمتد بين جزيرة أدميرالتي إلى الغرب والبر الرئيسي لألاسكا وجزيرة دوغلاس إلى الشرق، ويبلغ طوله حوالي 170 كم (105 ميل). جونوعاصمة ألاسكا، تقع بالقرب من الطرف الشمالي، على قناة غاستينو.

## التسمية
تم تسمية ممر ستيفنس في عام 1794 من قبل جورج فانكوفر، على الأرجح نسبة إلى السير فيليب ستيفنس. تم رسمه لأول مرة في نفس العام من قبل جوزيف ويدبي، قبطان سفينة إتش إم إس ديسكفري خلال رحلة فانكوفر الاستكشافية 1791-1795. تم مسح الممر بواسطة سفينة إكسبلورر للساحل والمسح الجيوديسي الأمريكي (USCGS) وسفينتين صغيرتين في عام 1920.

## روابط خارجية
- Panorama of the passage and Admiralty Island.